# Nepal en los Juegos Olímpicos de Londres 2012
Nepal estuvo representado en los Juegos Olímpicos de Londres 2012 por cinco deportistas, dos hombres y tres mujeres, que compitieron en tres deportes.
El portador de la bandera en la ceremonia de apertura fue el nadador Prasiddha Shah. El equipo olímpico nepalí no obtuvo ninguna medalla en estos Juegos.